# باغ‌بهادران
باغبادران شهری از توابع شهرستان لنجان در استان اصفهان است که در در جنوب غربی استان و مسیر جادهٔ اصفهان - شهرکرد قرار دارد. شهر در فاصله ۶۸ کیلومتری شهر اصفهان واقع شده و خیابان‌ها و کوچه‌های باریک و شیب‌دار از خصوصیات آن است. زبان مردم این شهر زبان فارسی است. از مکان‌های گردشگری آن می‌توان به ساحل زاینده رود اصفهان، قلعه چهار برج و امام‌زاده ابراهیم اشاره کرد. باغبادران جزو مناطق نمونه گردشگری استان اصفهان است.
باغ‌های کشاورزی زیادی در این منطقه وجود دارند که به معتدل‌تر شدن شهر نیز کمک می‌کنند.
این شهر از چند روستا و محله متشکل است که از ملک‌آباد که توسط زاینده رود از بقیهٔ شهر جدا شده، محلهٔ دورُباط، سرچشمه، وَشمَندجان و… می‌توان نام برد.
این شهر به قرار گرفتن در ساحل زاینده رود آب و هوایی معتدل و لطیف دارد و در روزهای تعطیل پذیرای بسیاری از مهمانان از شهرهای دیگر است. ابراهیم چهرازی و خاندان رضوانی از مشاهیر این شهر است.

## وجه تسمیه
این شهر را با نام‌های دیگری مانند: باغ آذران، باغ بهادران، باغ بادران و باغ وردان نیز می‌شناسند. شهر باغ بهادران از توابع شهرستان لنجان است. برخی از محققان معتقدند که در واقع نام شهر باغ آذران به معنای باغ آتشکده بوده و این نام در گذر زمان به باغ بادران تغییر کرد و امروزه آن را به نام باغ بهادران می‌شناسند. همچنین گفته می‌شود وجه تسمیه باغ بادران به سه کلمه بغ (خدای بزرگ)، باد (نگهبان) و ران (محل) برمی‌گردد که معنی آن این است که خدای بزرگ نگهبان محل است.

## پیشه اهالی
در گذشته شغل اصلی مردم این شهر کشاورزی و باغ‌داری بوده است. از مهم‌ترین محصولات این شهر می‌توان به گردو و پولک و نبات اشاره کرد.

## مناطق و جاذبه‌های گردشگری
- پارک ساحلی

یکی از مهم‌ترین جاذبه‌های گردشگری شهر پارک ساحلی زاینده رود است. رودگردی در زاینده‌رود از جمله تفریحاتی است که در این منطقه برگزار می‌شود. پل کله در نزدیکی این شهر قرار دارد.
- بقایای قلعه کافر در ارتفاعات سد چم آسمان

قلعه کافر در دوران ساسانیان آتشکده معروفی بوده و مردم با حضور در این قلعه مشغول عبادت می‌شدند. البته در گذر زمان بافت اصلی خود را از دست داده است.
- قلعه چهار برج

قدمت این قلعه مربوط به دوران صفویه است. در واقع ماهیت قلعه چهار برج یک دژ دفاعی بوده که برای مقابله با حملات مختلف از آن استفاده می‌کردند. چون این دژ، چهار برج دایره‌ای شکل دارد، به آن چهار برج می‌گویند.
- امامزاده سید ابراهیم[۴]
- بافت تاریخی محله ملک‌آباد و دورباط
- امامزاده شاهزاده ابوالقاسم
- روستای گردشگری مورکان
- زیارتگاه قرآن در روستای سعید آباد
- روستای گردشگری و کبوترخانه کرچگان
- بقایای قلعه ترکی
- قنات حسین‌آباد دره شاهی و قنات حاجی‌آباد
- صحرای گزستان

## سوغات و صنایع دستی
از جمله سوغات معروف باغ‌بهادران می‌توان به گردو و بادام و فندق و انواع آلو، آلو خشکه اشاره کرد. علاوه بر آن شیرینی‌جات مختلفی در باغ‌بهادران که قدیم‌الایام تولید می‌شده است. مانند پولک و نبات، انواع گز، نقل، شکر پنیر، انواع شیرینی و شربت که این‌ها نیز از سوغات باغ‌بهادران محسوب می‌شوند. پولکی رسی و نبات از شیرینی‌جات پرطرفدار هستند.
از آثار صنایع دستی باغبادران می‌توان به قالی بافی، گلیم‌بافی و کرباسبافی اشاره کرد. صنعت نجاری یا هنر درودگری نیز در باغبادران از قدیم برپا بوده است. اکنون نیز برخی ساکنان مشغول به ساخت انواع درب‌های چوبیِ قدیمی و انواعِ کُرسی در اندازه‌های مختلف هستند. آن‌ها گاهی به بازسازی دربهای چوبی باغات و منازل قدیمی و قفس پرندگان و انواع نردبانهای چوبی می‌پردازند.

## آموزش عالی
- دانشگاه پیام نور باغ‌بهادران